# Тукита (Хунзахский район)
Текита — село в Хунзахском районе Дагестана. Входит в состав сельского поселения Тлайлухский сельсовет.

## Географическое положение
Расположено на реке Хебдареч, в 1 км к северу от центра сельского поселения села Тлайлух и в 18 км к северо-западу от районного центра села Хунзах.

## Население
| 1888 | 1895 | 1926 | 1939 | 1970 | 1989 | 2002 |
| ---- | ---- | ---- | ---- | ---- | ---- | ---- |
| 109  | ↗111 | ↗127 | ↗137 | ↘131 | ↘114 | ↗239 |
| 2010 | 2021 |      |      |      |      |      |
| ↘167 | ↘145 |      |      |      |      |      |

По данным Всероссийской переписи населения 2010 года — моноэтничное аварское село.